# Sanwan Hodande
Sanwan Hodande (ou Sanwar Hodande) est une localité du Cameroun située dans l'arrondissement de Bogo, le département du Diamaré et la région de l’Extrême-Nord. Elle fait partie dulawanat de Guinelaye.

## Population
En 1975, la localité comptait 98 habitants, des Mousgoum.
Lors du recensement de 2005, on y a dénombré 1 295 personnes, dont 664 hommes et 631 femmes.